# Филип Кнежевић
Филип Кнежевић (Рашка, 8. новембар 1991) српски је фудбалер.

## Каријера
Кнежевић је поникао у ФК Бане из Рашке за чији први тим је дебитовао са 16 година. Каријеру је наставио у Борцу из Чачка у чијем дресу је у сезони 2009/10. дебитовао у Суперлиги Србије. Три сезоне је провео у првој екипи Борца и са клубом је стигао до финала Купа у сезони 2011/12.
У јуну 2012. потписао је четворогодишњи уговор са Партизаном. Није успео да се наметне код тренера Вермезовића па је у сезони 2012/13. наступио на само два меча, једном у првенству против Доњег Срема и једном у Лиги Европе против Рубина. У јулу 2013. прослеђен је на једногодишњу позајмицу у Раднички 1923 из Крагујевца. У дресу Радничког је током сезоне 2013/14. одиграо 23 суперлигашка меча на којима је постигао четири гола.
У сезони 2014/15. био је на позајмици у екипи Виторије Гимараис где није забележио ниједан наступ за први тим, већ је одиграо 18 утакмица за други тим које се такмичио у другој лиги Португала. У лето 2015. се вратио Борац, где је као позајмљен играч Партизана током првог дела сезоне 2015/16. на 20 суперлигашких мечева постигао осам голова. У фебруару 2016. раскинуо је уговор са Партизаном и прешао у Чукарички. У дресу Чукаричког је у другом делу сезоне 2015/16. одиграо 10 суперлигашких мечева и постигао један гол. Почео је и и наредну сезону у екипи Чукаричког, али је након једне одигране утакмице у Суперлиги напустио клуб и 16. августа 2016. потписао двогодишњи уговор са Војводином. У новосадском клубу је током сезоне 2016/17. наступио на 15 утакмица (без постигнутог гола) од тога само четири пута као стартер.
У септембру 2017. се вратио у чачански Борац. У свом трећем мандату у чачанском клубу је током сезоне 2017/18. наступио на 22 суперлигашка меча, на којима је постигао два гола. У сезони 2018/19. као играч Ашдода наступио је на 19 утакмица у израелској Премијер лиги. У сезони 2019/20. наступао је за Раднички из Ниша. Наредну 2020/21. сезону провео је у Пролетеру из Новог Сада. Играо је затим и у Вијетнаму да би у фебруару 2022. потписао за Сутјеску из Никшића. Календарску 2022. годину провео је у Сутјесци, освојио је и титулу првака Црне Горе, након чега је почетком 2023. прешао у Будућност из Подгорице. И са екипом Будућности је био шампион Црне Горе да би у јуну 2023. напустио клуб. Два месеца касније прешао је у Нови Пазар.

## Статистика

### Клупска
Ажурирано 13. јуна 2021.
| Клуб                            | Сезона   | Лига                   | Лига    | Лига   | Национални куп | Национални куп | Лига куп | Лига куп | Европа  | Европа | Остало  | Остало | Укупно  | Укупно |
| Клуб                            | Сезона   | Дивизија               | Наступа | Голова | Наступа        | Голова         | Наступа  | Голова   | Наступа | Голова | Наступа | Голова | Наступа | Голова |
| ------------------------------- | -------- | ---------------------- | ------- | ------ | -------------- | -------------- | -------- | -------- | ------- | ------ | ------- | ------ | ------- | ------ |
|                                 |          |                        |         |        |                |                |          |          |         |        |         |        |         |        |
| Борац Чачак                     | 2009/10. | Суперлига Србије       | 23      | 1      | 1              | 0              | —        | —        | —       | —      | —       | —      | 24      | 1      |
| Борац Чачак                     | 2010/11. | Суперлига Србије       | 29      | 3      | 1              | 0              | —        | —        | —       | —      | —       | —      | 30      | 3      |
| Борац Чачак                     | 2011/12. | Суперлига Србије       | 27      | 0      | 6              | 2              | —        | —        | —       | —      | —       | —      | 33      | 2      |
|                                 |          |                        |         |        |                |                |          |          |         |        |         |        |         |        |
| Партизан                        | 2012/13. | Суперлига Србије       | 1       | 0      | 0              | 0              | —        | —        | 1       | 0      | —       | —      | 2       | 0      |
|                                 |          |                        |         |        |                |                |          |          |         |        |         |        |         |        |
| Раднички 1923 (позајмица)       | 2013/14. | Суперлига Србије       | 23      | 4      | 0              | 0              | —        | —        | —       | —      | —       | —      | 23      | 4      |
|                                 |          |                        |         |        |                |                |          |          |         |        |         |        |         |        |
| Виторија Гимараис (позајмица)   | 2014/15. | Прва лига Португалије  | 0       | 0      | 0              | 0              | —        | —        | —       | —      | —       | —      | 0       | 0      |
|                                 |          |                        |         |        |                |                |          |          |         |        |         |        |         |        |
| Виторија Гимараис Б (позајмица) | 2014/15. | Друга лига Португалије | 18      | 1      | —              | —              | —        | —        | —       | —      | —       | —      | 18      | 1      |
|                                 |          |                        |         |        |                |                |          |          |         |        |         |        |         |        |
| Борац Чачак (позајмица)         | 2015/16. | Суперлига Србије       | 20      | 8      | 2              | 0              | —        | —        | —       | —      | —       | —      | 22      | 8      |
|                                 |          |                        |         |        |                |                |          |          |         |        |         |        |         |        |
| Чукарички                       | 2015/16. | Суперлига Србије       | 10      | 1      | —              | —              | —        | —        | —       | —      | —       | —      | 10      | 1      |
| Чукарички                       | 2016/17. | Суперлига Србије       | 1       | 0      | —              | —              | —        | —        | 3       | 0      | —       | —      | 4       | 0      |
| Чукарички                       | Укупно   | Укупно                 | 11      | 1      | —              | —              | —        | —        | 3       | 0      | —       | —      | 14      | 1      |
|                                 |          |                        |         |        |                |                |          |          |         |        |         |        |         |        |
| Војводина                       | 2016/17. | Суперлига Србије       | 15      | 0      | 4              | 0              | —        | —        | 0       | 0      | —       | —      | 19      | 0      |
|                                 |          |                        |         |        |                |                |          |          |         |        |         |        |         |        |
| Борац Чачак                     | 2017/18. | Суперлига Србије       | 22      | 2      | 2              | 1              | —        | —        | —       | —      | —       | —      | 24      | 1      |
| Борац Чачак                     | Укупно   | Укупно                 | 121     | 14     | 12             | 3              | —        | —        | —       | —      | —       | —      | 133     | 17     |
|                                 |          |                        |         |        |                |                |          |          |         |        |         |        |         |        |
| Ашдод                           | 2018/19. | Премијер лига Израела  | 19      | 0      | 0              | 0              | 5        | 0        | —       | —      | —       | —      | 24      | 0      |
|                                 |          |                        |         |        |                |                |          |          |         |        |         |        |         |        |
| Раднички Ниш                    | 2019/20. | Суперлига Србије       | 25      | 0      | 3              | 1              | —        | —        | —       | —      | —       | —      | 28      | 1      |
|                                 |          |                        |         |        |                |                |          |          |         |        |         |        |         |        |
| Пролетер Нови Сад               | 2020/21. | Суперлига Србије       | 33      | 6      | 0              | 0              | —        | —        | —       | —      | —       | —      | 33      | 6      |
|                                 |          |                        |         |        |                |                |          |          |         |        |         |        |         |        |
| Каријера                        | Каријера | Каријера               | 266     | 26     | 19             | 4              | 5        | 0        | 4       | 0      | —       | —      | 294     | 30     |
|                                 |          |                        |         |        |                |                |          |          |         |        |         |        |         |        |

## Трофеји и награде

### Екипно
Партизан
- Суперлига Србије : 2012/13.[40]

Сутјеска Никшић
- Првенство Црне Горе : 2021/22.

Будућност Подгорица
- Првенство Црне Горе : 2022/23.

### Појединачно
- Играч месеца у Суперлиги Србије (септембар 2015)[41]
- Гол сезоне 2020/21. у Суперлиги Србије (погодак на сусрету 36. кола између Пролетера и Радника)[42]